# Mann, bist du Klasse!
Mann, bist du Klasse! (Originaltitel: A Touch of Class) ist eine britische Liebeskomödie von Regisseur Melvin Frank aus dem Jahr 1973. Die Hauptrollen spielen George Segal und Glenda Jackson.

## Handlung
Nachdem der verheiratete Versicherungskaufmann Steve und die geschiedene Modedesignerin Vicki sich ein Taxi teilen, lädt Steve sie zum Mittagessen ein. In der Hoffnung auf einen Seitensprung nimmt er sie mit auf ein Hotelzimmer, wo Vicky zwar meint, dass sie nichts gegen unkomplizierten Sex habe, das Ambiente in London dafür aber nicht passend sei. Daraufhin schlägt Steve eine Reise ins spanische Málaga vor.
Am Flughafen kann Steve gerade noch verhindern, dass seine Frau Gloria und die gemeinsamen Kinder ebenfalls im selben Flugzeug fliegen und landet auf einem Sitzplatz neben dem amerikanischen Filmproduzenten Walter Menkes. Auch in Spanien nehmen die Probleme kein Ende und das Paar muss sich mit kaputten Gangschaltungen und nicht enden wollenden Hoteltreppen herumschlagen. Im Hotelzimmer geraten Steve und Vicki zuerst in einen Streit darüber, wer auf welcher Seite des Bettes liegt, der damit endet, dass Steve einen Hexenschuss bekommt. Zwar haben die beiden am darauffolgenden Tag Sex, doch direkt im Anschluss daran bauen sich immer größere Spannungen zwischen ihnen auf. Schließlich landen sie unbeabsichtigt in einem Abendessen mit Walter und dessen Frau Patty – die Vicki am Vortag kennengelernt hat – in dessen Verlauf sich Vicki über das Aussehen von Steves Tochter lustig macht. Steve und Vicki beschließen deswegen sofort abzureisen, bekommen aber keine Tickets mehr für den Rückflug und müssen in ihr Hotel zurückkehren, wo sie in einen handfesten Streit geraten. Nach einem Witz Vickis endet die Auseinandersetzung allerdings in Gelächter und eine romantische Beziehung beginnt für den Rest des Urlaubs.
Obwohl Walter, der ebenfalls einmal eine solche Urlaubsbeziehung hatte, Steve davon abrät, will dieser die Beziehung mit Vicki auch in London aufrechterhalten.
Er mietet dafür eine Wohnung in Soho und nutzt jede sich bietende Gelegenheit, um sich mit ihr zu treffen. Diese Treffen werden immer komplizierter und mit der Zeit erfahren auch Steves Arbeitskollegen von dessen Affäre. Nachdem Vicki Steve und Gloria vor einem Theater sieht, obwohl sie mit ihm verabredet war, und ihn später darauf anspricht, versucht sich Steve herauszureden. Vicki erklärt Steve, dass sie ihn mit seiner Frau gesehen hat und erleidet einen Nervenzusammenbruch. Am nächsten Morgen schickt Steve ein Telegramm in die gemeinsame Wohnung, mit dem er Vicki das Ende ihrer Beziehung mitteilt. Später entscheidet er sich allerdings anders und eilt in die Wohnung, die jedoch bereits leer ist. Steve sieht Vicki zwar noch durch das Fenster auf den Bus warten, doch diese scheint ihn nicht zu bemerken.

## Hintergrund
Ein großer Teil von Schauspielern und Crew wirkten 1979 ebenfalls im Film Ein irres Paar (Lost and Found) mit.
In der Bundesrepublik erschien der Film am 12. Oktober 1973 und in der DDR am 2. September 1977 in den Kinos.

## Kritik
„Liebesromanze zwischen einer geschiedenen Frau und einem verheirateten Mann, der den doppelten Ansprüchen als Ehemann und Liebhaber schließlich nicht mehr gewachsen ist. Nur streckenweise amüsante frivole Komödie.“

## Auszeichnungen
Glenda Jackson gewann mit dem Film 1974 den Oscar als Beste Hauptdarstellerin. Mann, du bist Klasse! war bei den 46. Academy Awards außerdem in den Kategorien Bester Film, Bestes Originaldrehbuch, Beste Filmmusik und Bester Song („All That Love Went to Waste“ von George Barrie und Sammy Cahn) nominiert.
Sowohl Jackson als auch George Segal gewannen im selben Jahr einen Golden Globe als Bester Hauptdarsteller bzw. Beste Hauptdarstellerin in einem Musical oder einer Komödie. Ferner gab es Nominierungen als Bestes Musical/Komödie, für den Besten Song und das Beste Drehbuch.